# Eredivisie 2000-01
La Eredivisie 2000-01 fue la 45.ª edición de la Eredivisie. El campeón fue el PSV Eindhoven, conquistando su 13.ª Eredivisie y el 16.° título de campeón de los Países Bajos.

## Tabla de posiciones
| Pos. | Equipo             | PJ | PG | PE | PP | Pts. | GF | GC | Dif. | Notas                                            |
| ---- | ------------------ | -- | -- | -- | -- | ---- | -- | -- | ---- | ------------------------------------------------ |
| 1    | PSV Eindhoven      | 34 | 25 | 8  | 1  | 83   | 73 | 23 | +50  | Liga de Campeones                                |
| 2    | Feyenoord Róterdam | 34 | 21 | 3  | 10 | 66   | 67 | 37 | +30  | Liga de Campeones                                |
| 3    | Ajax Ámsterdam     | 34 | 18 | 7  | 9  | 61   | 85 | 43 | +42  | Liga de Campeones Tercera ronda de clasificación |
| 4    | Roda JC            | 34 | 17 | 8  | 9  | 59   | 59 | 41 | +18  | Copa de la UEFA                                  |
| 5    | Utrecht            | 34 | 17 | 8  | 9  | 59   | 58 | 43 | +15  | Copa de la UEFA                                  |
| 6    | Vitesse            | 34 | 16 | 11 | 7  | 59   | 56 | 43 | +13  |                                                  |
| 7    | RKC Waalwijk       | 34 | 16 | 11 | 7  | 59   | 48 | 36 | +12  | Copa Intertoto Tercera ronda                     |
| 8    | Willem II          | 34 | 14 | 9  | 11 | 51   | 60 | 50 | +10  |                                                  |
| 9    | NAC Breda          | 34 | 13 | 10 | 11 | 49   | 41 | 40 | +1   |                                                  |
| 10   | Heerenveen         | 34 | 11 | 14 | 9  | 47   | 51 | 42 | +9   | Copa Intertoto Segunda ronda                     |
| 11   | Twente 1           | 34 | 10 | 11 | 13 | 41   | 47 | 60 | -13  | Copa de la UEFA                                  |
| 12   | NEC Nijmegen       | 34 | 9  | 13 | 12 | 40   | 42 | 53 | -11  |                                                  |
| 13   | AZ Alkmaar         | 34 | 9  | 8  | 17 | 35   | 45 | 63 | -18  |                                                  |
| 14   | Groningen          | 34 | 8  | 9  | 17 | 33   | 36 | 56 | -20  |                                                  |
| 15   | De Graafschap      | 34 | 9  | 4  | 21 | 31   | 44 | 66 | -22  |                                                  |
| 16   | Fortuna Sittard    | 34 | 8  | 7  | 19 | 31   | 31 | 64 | -33  | 2                                                |
| 17   | Sparta Rotterdam   | 34 | 6  | 7  | 21 | 25   | 42 | 72 | -30  | 2                                                |
| 18   | RBC Roosendaal     | 34 | 4  | 2  | 28 | 14   | 37 | 90 | -53  | Descenso a la Eerste Divisie                     |

PJ = Partidos jugados; PG = Partidos ganados; PE = Partidos empatados; PP = Partidos perdidos; Pts. = Puntos; GF = Goles a favor; GC = Goles en contra; Dif. = Diferencia de goles

1 Ganador de la Copa de los Países Bajos. 

2 Fortuna Sittard y Sparta permanecen en la Eredivisie después de ganar sus respectivos play-offs de descenso.

### Play-offs de ascenso y descenso
En la promoción de ascenso/descenso, ocho equipos (seis de la Eerste Divisie y dos de esta liga) fueron divididos en dos grupos. El ganador de cada grupo es promovido (o permanece) en la Eredivisie.
Grupo 1
| Pos | Club            | PJ | PG | PE | PP | Pts | GF | GC |                                |
| 1   | Fortuna Sittard | 6  | 3  | 1  | 2  | 10  | 9  | 6  | Permanece en la Eredivisie     |
| 2   | FC Zwolle       | 6  | 2  | 3  | 1  | 9   | 6  | 4  | Permanece en la Eerste Divisie |
| 3   | FC Volendam     | 6  | 3  | 0  | 3  | 9   | 6  | 4  | Permanece en la Eerste Divisie |
| 4   | Telstar         | 6  | 1  | 2  | 3  | 5   | 7  | 10 | Permanece en la Eerste Divisie |

Grupo 2
| Pos | Club               | PJ | PG | PE | PP | Pts | GF | GC |                                |
| 1   | Sparta Rotterdam   | 6  | 4  | 1  | 1  | 13  | 14 | 8  | Permanece en la Eredivisie     |
| 2   | Cambuur Leeuwarden | 6  | 3  | 0  | 3  | 9   | 11 | 13 | Permanece en la Eerste Divisie |
| 3   | Excelsior          | 6  | 2  | 1  | 3  | 7   | 14 | 14 | Permanece en la Eerste Divisie |
| 4   | Go Ahead Eagles    | 6  | 1  | 2  | 3  | 5   | 9  | 13 | Permanece en la Eerste Divisie |